# أندرو فارار
أندرو فارار (بالإنجليزية: Andrew Farrar)‏ هو لاعب دوري الرغبي أسترالي، ولد في 17 مايو 1962 في نيوساوث ويلز في أستراليا.